# Bram Buunk
Abraham Pieter (Bram) Buunk (1947) is een Nederlandse akademiehoogleraar in de evolutionaire sociale psychologie aan de Rijksuniversiteit Groningen. Hij is ook lid van de Koninklijke Nederlandse Akademie van Wetenschappen. In 2010 verscheen zijn boek Oerdriften op de werkvloer.

## Mediaoptreden
Buunk werkte mee aan de radioprogramma's De Avonden, Casa Luna, Hoe?Zo! Radio en Noorderlicht en verscheen op televisie in de programma's Beagle: In het kielzog van Darwin, Adams Appel en het boekenprogramma van Wim Brands.